# Обоно, Даниэль
Даниэль Обоно (фр. Danièle Obono; родилась 12 июля 1980 года) — левая французская политическая и общественная деятельница габонского происхождения, с 2017 года представляющая 17-й избирательный округ Парижа в Национальной ассамблее. Была переизбрана уже в первом туре парламентских выборов 2022 года и выборов 2024 года как член партии «Непокорённая Франция» (La France Insoumise).

## Биография

### Семья и образование
Обоно родилась 12 июля 1980 года в столице Габона Либревиле в известной габонской семье. Её мать Ортензия Симбу Мбадинга была секретарём Air Gabon, а отец Мартин Эдзодзомо-Эла — экономистом и старшим руководителем банка Paribas-Gabon в 1975—1979 годах, пока не был уволен за оппозицию режиму Омара Бонго. Эдзодзомо-Эла выдвигался против бессменного правления последнего на президентских выборах в Габоне 1998 года. Даниэль жила в Габоне до десятилетнего возраста, когда перебралась на учёбу во Францию и затем поступила в университет в Монпелье. В 2011 году она стала натурализованной гражданкой Франции.
Окончив университет, Обоно устроилась работать библиотекарем в Париже. В 2002 году она получила степень магистра истории в Университете Париж 1 Пантеон-Сорбонна, где изучала экономические отношения между Францией и Габоном второй половины XX века под руководством Жака Марселя. В 2003 году поступила в докторантуру по политологии в Институте африканского мира, специализируясь на социальных и демократических движениях в Нигерии. Свою политическую карьеру она начала ещё до получения этой степени.

### Активизм и большая политика
В 20-летнем возрасте Даниэль Обоно как сторонница активиста Жозе Бове участвовала в демонтаже ресторана McDonald’s в Мийо. Там она познакомилась с активистами альтерглобалистского движения АТТАК (Attac) и присоединилась к троцкистскому движению «Социализм снизу» (SPEB). Несколько лет спустя последне объединилось с идеологически близкой Революционной коммунистической лигой, в 2009 году преобразованной в Новую антикапиталистическую партию (NPA). Обоно вошла в состав руководства партии, будучи представительницей течения «Конвергенции и альтернативы» (C&A).
Выразив желание участвовать в Левом фронте Жана-Люка Меланшона, C&A в 2011 году покинула NPA и стала независимой организацией. Обоно приняла участие в национальном совете предвыборной кампании Меланшона на президентских выборах 2012 года. На парламентских выборах того же года она была кандидатом-заменителем Яна Броссата (ФКП) от Левого фронта в 17-м избирательном округе Парижа. Они заняли 3-е место с 13,19 % голосов.
Два года спустя во 2-м округе Парижа она возглавила список «Левый фронт — в Париже люди прежде всего!», набравший 2,8 % голосов на муниципальных выборах 2014 года. В 2014 году «Конвергенции и альтернативы» объединились с рядом других левых групп, образовав партию Ensemble!. Обоно отошла от неё в период с 2017 по 2022 год.

### Выборы 2017 года

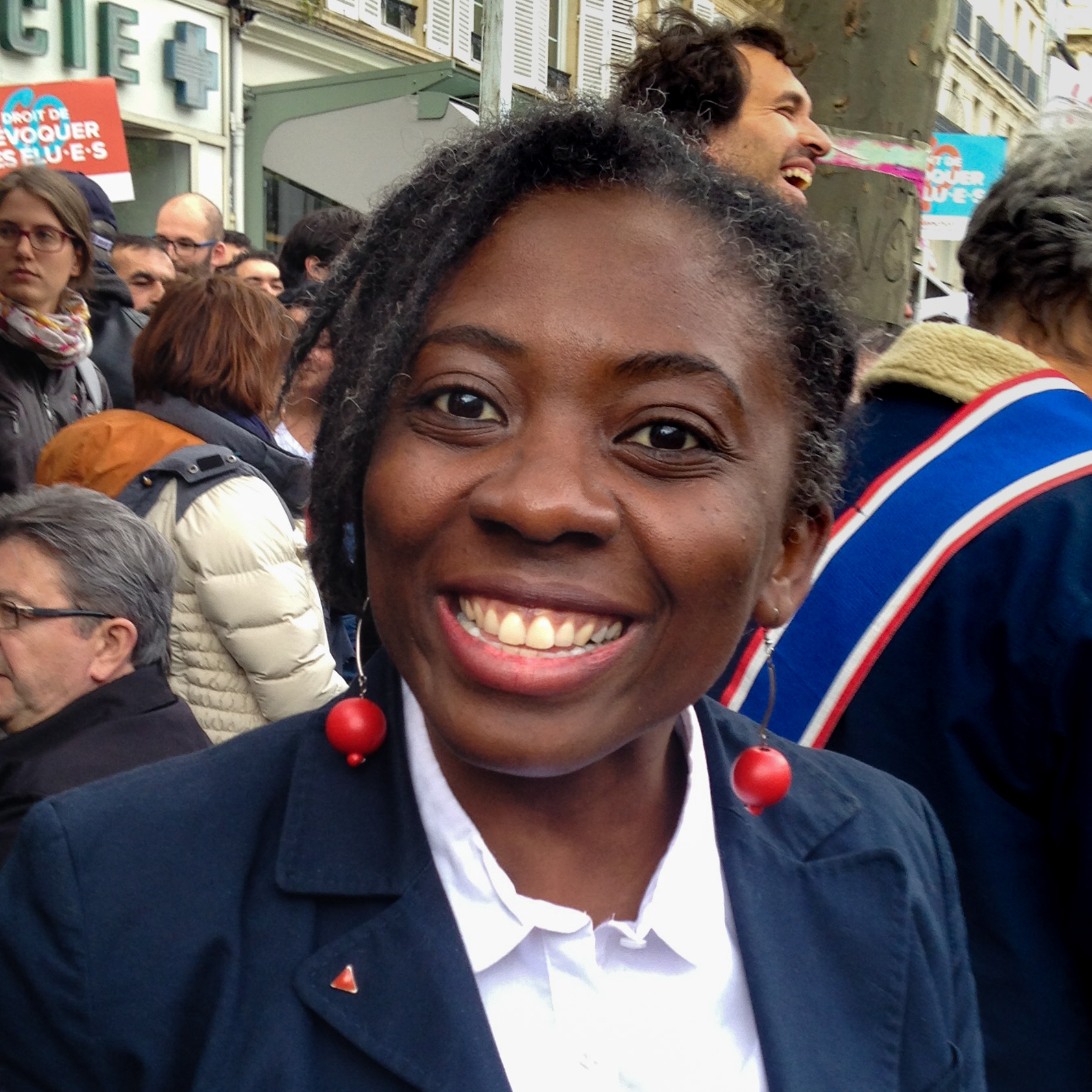
Обоно на первомайской демонстрации в 2017 году

Даниэль Обоно стала членом новой партии Жан-Люка Меланшона «Непокорённая Франция». Во время президентской избирательной кампании 2017 года она была «национальным спикером» этой политической силы (вместе с Алексисом Корбье) и одной из доверенных лиц её кандидата Меланшона. Совместно с агроэкономистом Лораном Леваром она координировала коллектив «Livrets de La France Insoumise», программное дополнение к «L’Avenir en Commune», один из выпусков которого (под названием «Против расизма и дискриминации: Обеспечение равенства в жизни») она написала в соавторстве с философом Бенуа Шнекенбургером.
Даниэль Обоно была избрана депутатом Национального собрания от 17-го избирательного округа Парижа на парламентских выборах 2017 года, получив 50,71 % голосов и опередив во втором туре на 319 голосов Беатрис Файлес, представлявшую партию «Республика на марше» (ныне «Возрождение»).
Уже во время её депутатства в августе 2020 года правый французский журнал Valeurs actuelles опубликовал семистраничный «фэнтезийный рассказ» с иллюстрациями Обоно в образе рабыни в цепях, что вызвало протест со стороны общественности и политиков из различных партий.

### Выборы 2022 и 2024 годов

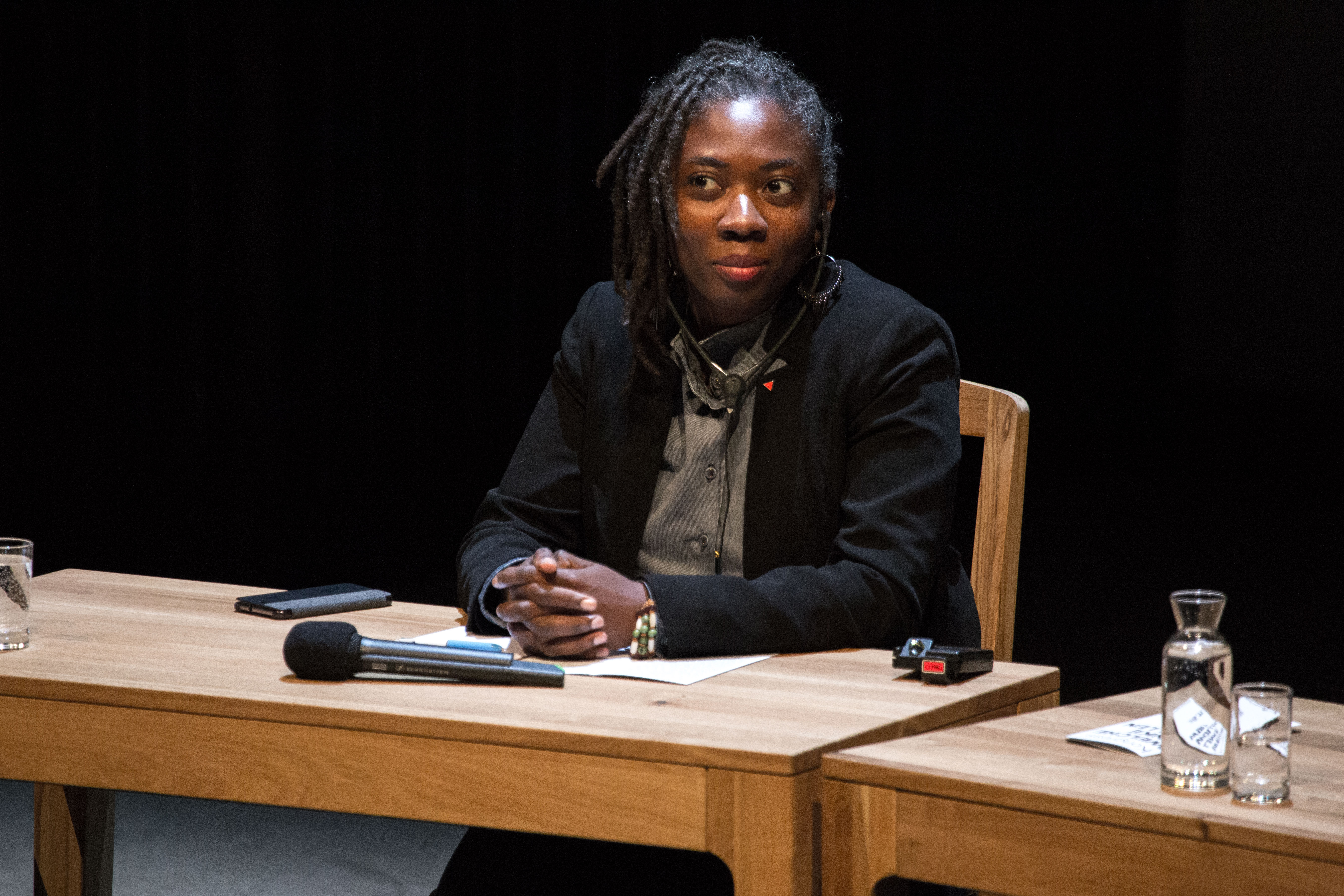
Обоно на конференции в Берлине в 2018 году

Во время избирательной кампании во французские законодательные органы 2022 года её подвергали нападкам за появление вместе с Даниэль Симонне в компании британского депутата Джереми Корбина, обвиняя в «самоуспокоенности по поводу антисемитизма».
Она была переизбрана в первом туре от Нового экологического и социального народного союза (NUPES), набрав 16 161 голос (57,07 % от поданных в её избирательном округе).
По итогам голосования 26 июля 2022 года в Национальном собрании Франции она была избрана судьей Суда Республики. На следующий день она была официально приведена к присяге.
Выдвинутая левой коалицией Новый народный фронт Обоно с лёгкостью победила в первом туре досрочных парламентских выборов 30 июня 2024 года, получив 26 238 голосов (64,23 % от проголосовавших в её округе Парижа).

### Парламентская деятельность

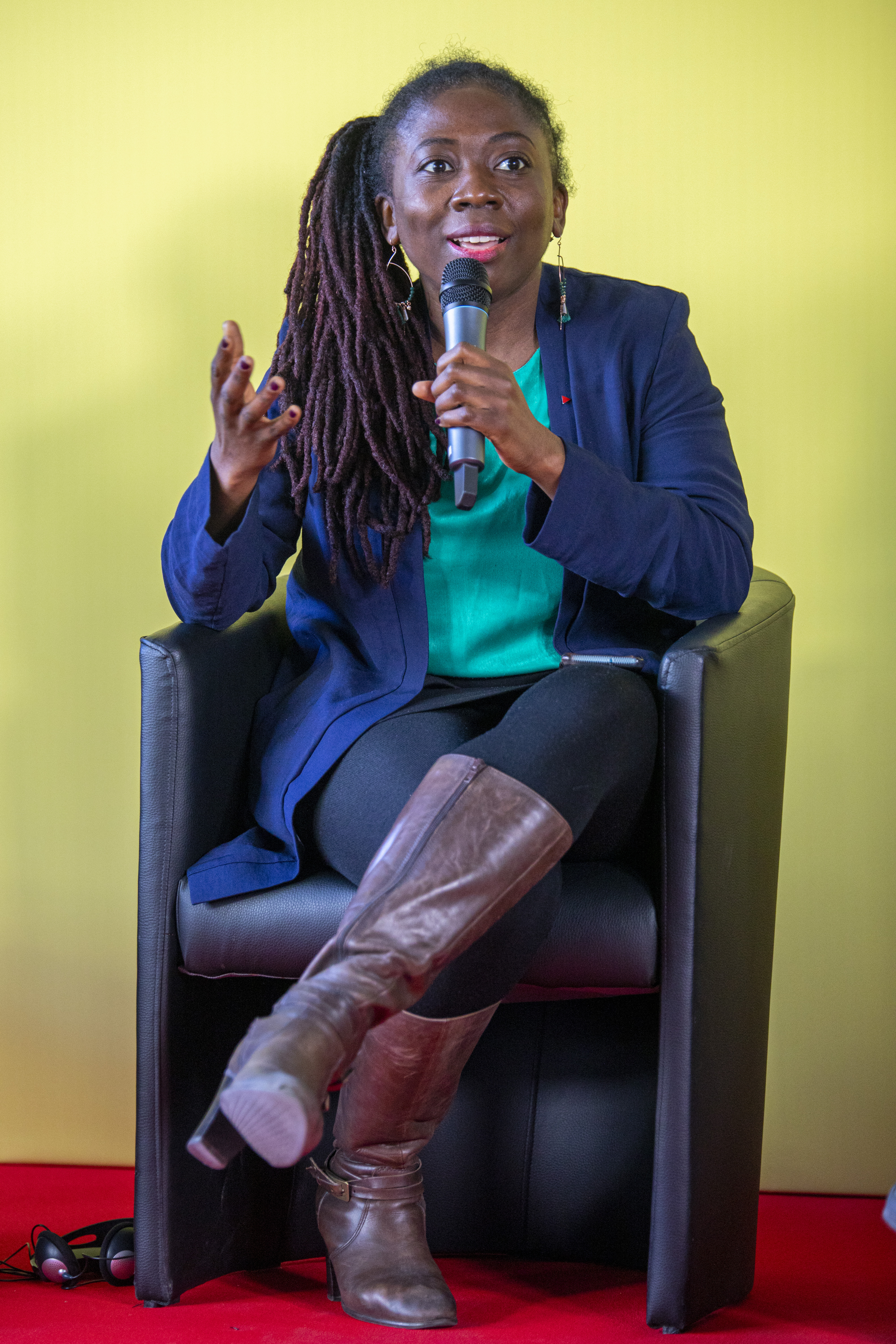
Обоно на антифашистской конференции 2022 года

В парламенте Даниэль Обоно работала в Комитете по правовым вопросам, Комитете по европейским делам и Комитете по иностранным делам. Обоно — секретарь делегации по заморским терриориям Франции и заместительница председателя исследовательской группы по вопросам дискриминации и фобии ЛГБТКИ в мире; она также возглавляет группу дружбы Франция-Бангладеш. Как секретарь комитета Национального собрания по делам Европы Даниэль Обоно была названа деловым журналом Capital шестым по активности депутатом после шести месяцев пребывания в должности.
Вскоре после своего избрания Даниэль Обоно описала себя как альтерглобалистку, чёрную феминистку, панафриканистку, антиимпериалистку, антирасистку, противницу либерализма и исламофобии. Она также иронично называла себя «больше-троцко-марксисткой» («Мне весело заявлять обо всех этих „измах“, когда нам говорят, что такой вещи, как идеология, больше не существует») и добавляла что, хотя она пришла в политику через ленинизм, но считает своими союзниками анархистов.
3 декабря 2019 года в качестве члена Юридической комиссии она внесла на рассмотрение законопроект о «стабилизации и обеспечении финансирования и рабочих мест в ассоциациях». В составе парламентской группы «Непокорённой Франции» в 2021 году Даниэль Обоно выступила в защиту предложения о гарантиях занятости, призванных позволить любому безработному, желающему работать, получить работу с оплатой базовой заработной платы в государственном секторе. По её мнению, эта система должна связать «экологическую трансформацию» с «социальным прогрессом». Однако это предложение стало предметом споров, причём философией «советской эпохи» его назвал национальный секретарь Компартии Фабьен Руссель.
Она критикует законопроекты, продвигаемые во имя «усиления борьбы с нелегальной иммиграцией» вроде закона об убежище и иммиграции 2018 года. В письменном обращении к правительству в декабре 2018 года она поддержала Бирама Даха Абейда как «деятеля, выступающего против рабства в Мавритании». В сентябре 2020 года она подписала законопроект парламентской группы «Экология Демократия Солидарность», направленный на усиление прав на аборт.